# Championnats du monde de trampoline 1980
Navigation
Édition précédente Édition suivante
Les 11e championnats du monde de trampoline se sont tenus à Brigue en Suisse, le 27 septembre 1980.

## Podiums
| Épreuves                        | Or                                         | Argent                                             | Bronze                                         |
| ------------------------------- | ------------------------------------------ | -------------------------------------------------- | ---------------------------------------------- |
| Hommes                          |                                            |                                                    |                                                |
| Individuel résultats détaillés  | Stewart Matthews (GBR)                     | Carl Furrer (GBR)                                  | Ralf Pelle (FRG)                               |
| Synchro résultats détaillés     | Stewart Matthews (GBR) Carl Furrer (GBR)   | Lionel Pioline (FRA) Daniel Péan (FRA)             | Masaki Iwashita (JPN) Masahito Matsumoto (JPN) |
| Tumbling résultats détaillés    | Kevin Eckberg (USA)                        | Steve Elliott (USA)                                | Dickie Rivens (USA)                            |
| Double Mini résultats détaillés | Derick Lotz (RSA)                          | Manfred Schwedler (FRG)                            | Brett Austine (AUS) Stephen Evetts (AUS)       |
| Femmes                          |                                            |                                                    |                                                |
| Individuel résultats détaillés  | Ruth Keller (SUI)                          | Ute Scheile (FRG)                                  | Erika Phelps (GBR)                             |
| Synchro résultats détaillés     | Beate Kruswicki (FRG) Gabrielle Bahr (FRG) | Marjo Van Diermen (NED) Jacqueline De Rutter (NED) | Christine Tough (CAN) Norma Lehto (CAN)        |
| Tumbling résultats détaillés    | Tracy Contour (USA)                        | Kristi Laman (USA)                                 | Julie Beatty (USA)                             |
| Double Mini résultats détaillés | Bethany Fairchild (USA)                    | Norma Lehto (CAN)                                  | Charlene Geyser (RSA)                          |